# Конюший великий литовский
Конюший великий литовский (до Люблинской унии 1569 года конюший дворный литовский) — должность в Великом княжестве Литовском.
Должность существовала с конца XV века. Отвечал за великокняжеские табуны и конюшни.
В зрелом виде должность основана в ВКЛ во времена Сигизмунда Августа как соответствие конюшего великого коронного. Однако с течением времени эта должность становилась исключительно почётной, поскольку обязанности конюшего (надзор за великокняжескими табунами и конюшнями) исполнял подконюший (subagazo). В XV веке при великом князе был конюший дворный, в уездах — конюший земский. В конце XVII века должность конюшего великого (конюшего ВКЛ) стала дигнитарской (что подтвердила конституция сейма в 1768 году).

## Список конюших великих литовских
| Дата принятия должности   | Дата сложения должности либо смерти | Лицо                              | Изображение      | Примечание                                                                         |
| ------------------------- | ----------------------------------- | --------------------------------- | ---------------- | ---------------------------------------------------------------------------------- |
| Конюшие великокняжеские   |                                     |                                   |                  |                                                                                    |
| 1398                      |                                     | Ян Немира                         |                  | Позднее полоцкий наместник                                                         |
| 1455                      |                                     | Мартин                            |                  |                                                                                    |
| 1459                      |                                     | Гринька Волович                   | Herb Bogoria.PNG |                                                                                    |
| 1475                      |                                     | Богуш Мицута                      |                  |                                                                                    |
| 1483                      | 1487                                | Мартин Григорьевич Ватаровский    |                  |                                                                                    |
| Дворные конюшие литовские |                                     |                                   |                  |                                                                                    |
| 1495                      | 1509                                | Мартин Богданович Хрептович       |                  | Лишён должности за участие в мятеже Глинских                                       |
| май 1511                  | 1523                                | Яков Кунцевич                     |                  | Умер                                                                               |
| 8 июня 1524               | 1537                                | Василий Богданович Чиж            |                  |                                                                                    |
| ??                        | 1544                                | Волчкович Юрий                    |                  |                                                                                    |
| 1544                      | 1547                                | Николай Андрюшович                |                  |                                                                                    |
| июль 1548                 | 1565                                | Ярош Корицкий                     |                  |                                                                                    |
| 1565                      | 1569                                | Яков Песецкий                     |                  |                                                                                    |
| 18 января 1569            | 1569                                | Фёдор Головня-Острожецкий         |                  | Умер                                                                               |
| Конюшие великие литовские |                                     |                                   |                  |                                                                                    |
| 1569                      | 1587                                | Яков Песецкий                     |                  | Второй раз. Умер                                                                   |
| 31 марта 1588             | 24 июня 1593                        | Иероним Юрьевич Ходкевич          |                  | Перешёл на должность мстиславского воеводы                                         |
| 25 июня 1593              | 14 февраля 1623                     | Павел Стефан Сапега               |                  | Перешёл на должность подканцлера литовского                                        |
| 14 марта 1623             | 23 июля 1633                        | Криштоф Ходкевич                  |                  | Перешёл на должность трокского каштеляна                                           |
| 20 июля 1633              | 3 апреля 1646                       | Ян Казимир Ходкевич               |                  | Сын предыдущего. Перешёл на должность виленского каштеляна                         |
| 28 апреля 1646            | 31 декабря 1669                     | Богуслав Радзивилл                |                  | Умер                                                                               |
| январь—февраль 1670       | 25 июня 1686                        | Франтишек Стефан Сапега           |                  | Умер                                                                               |
| 1 октября 1686            | 29 марта 1690                       | Кароль Станислав Радзивилл        |                  | Перешёл на должность подканцлера литовского                                        |
| 1690                      | 19 ноября 1700                      | Михаил Франтишек Сапега           |                  | Убит антисапеговски настроенной шляхтой на следующий день после Олькеникской битвы |
| 1 февраля 1701            | 30 марта 1728                       | Якоб Генрих фон Флемминг          |                  | Умер                                                                               |
| 1708                      | 1709                                | Даниэль Выговский                 |                  | Назначен Станиславом Лещинским                                                     |
| 28 июня 1728              | 4 февраля 1734                      | Михаил Казимир Радзивилл Рыбонька |                  | Перешёл на должность маршалка надворного литовского                                |
| 25 июля 1734              | 11 декабря 1762                     | Удальрик Криштоф Радзивилл        |                  | Перешёл на должность писаря великого литовского                                    |
| 7 декабря 1762            | 20 декабря год                      | Михаил Бжостовский                |                  | Перешёл на должность подскарбия великого литовского                                |
| 20 декабря 1764           | 15 июня 1765                        | Антоний Тизенгауз                 |                  | Перешёл на должность подскарбия надворного литовского                              |
| 15 июня 1765              | 1771                                | Стефан Олендский                  |                  | Умер                                                                               |
| 6 марта 1771              | 1791                                | Доминик Александрович             |                  | Умер                                                                               |
| 18 апреля 1791            | 1795                                | Михаил Гробовский                 |                  | сложил должность в связи с прекращением существования Речи Посполитой              |